# كريس كارتر (لاعب كرة قدم أمريكية)
كريس كارتر (بالإنجليزية: Chris Carter)‏ هو لاعب كرة قدم أمريكية أمريكي، ولد في 27 سبتمبر 1974 في تايلر في الولايات المتحدة.

## وصلات خارجية
- كريس كارتر على موقع مرجع كرة القدم المحترفة.كوم (الإنجليزية)